# Intel iPDS
Intel iPDS (iPDS) је професионални рачунар фирме Intel који је почео да се производи у Сједињеним Америчким Државама током 1982. године.
Користио је Intel 8085 микропроцесорску јединицу а RAM меморија рачунара је имала капацитет од 64 KB стандардни RAM + 64 KB меморијски модул.
Као оперативни систем кориштен је Isis.

## Детаљни подаци
Детаљнији подаци о рачунару iPDS су дати у табели испод.
|                       |                                         |
| [ 1 ]                 |                                         |
| Произвођач            |                                         |
| Тип                   | професионални рачунар                   |
| Меморија              | 64 стандардни RAM + 64 меморијски модул |
| Поријекло             | Сједињене Америчке Државе               |
| Година                | 1982                                    |
| Тастатура             | пуни помак тастера, одвојива тастатура  |
| Процесор              |                                         |
| Фреквенција процесора | непознато                               |
| RAM                   | 64 стандардни RAM + 64 меморијски модул |
| ROM                   | непознато                               |
| Текст                 | 80 знакова x 25 линија                  |
| Графика               | нема                                    |
| Боја                  | једна боја – зелени приказ              |
| Звук                  | мали звучник                            |
| Димензије             | непознато                               |
| Портови               |                                         |
| Оперативни систем     |                                         |